# سفارة مصر في موسكو

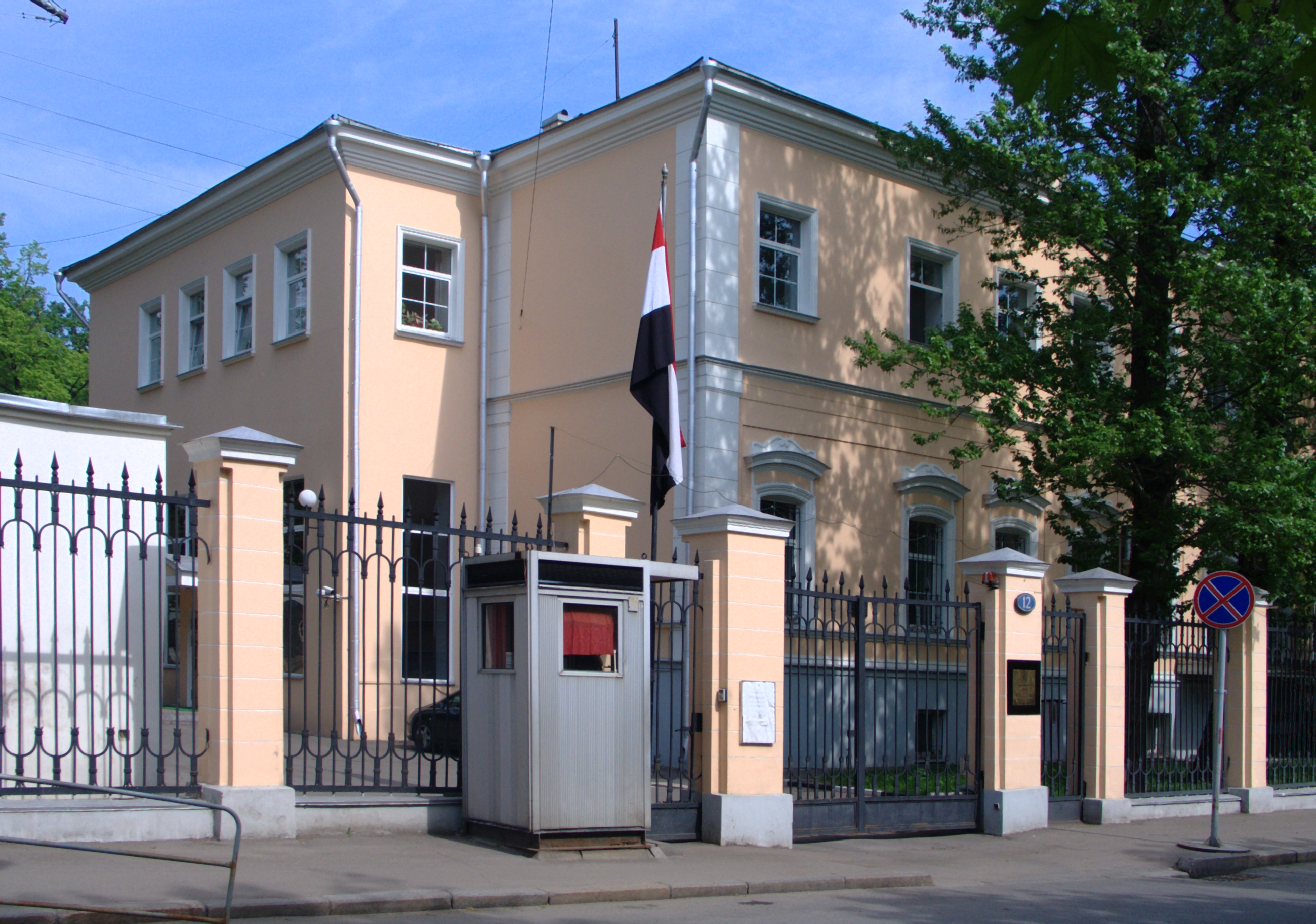
بناء السفارة المصرية في موسكو.

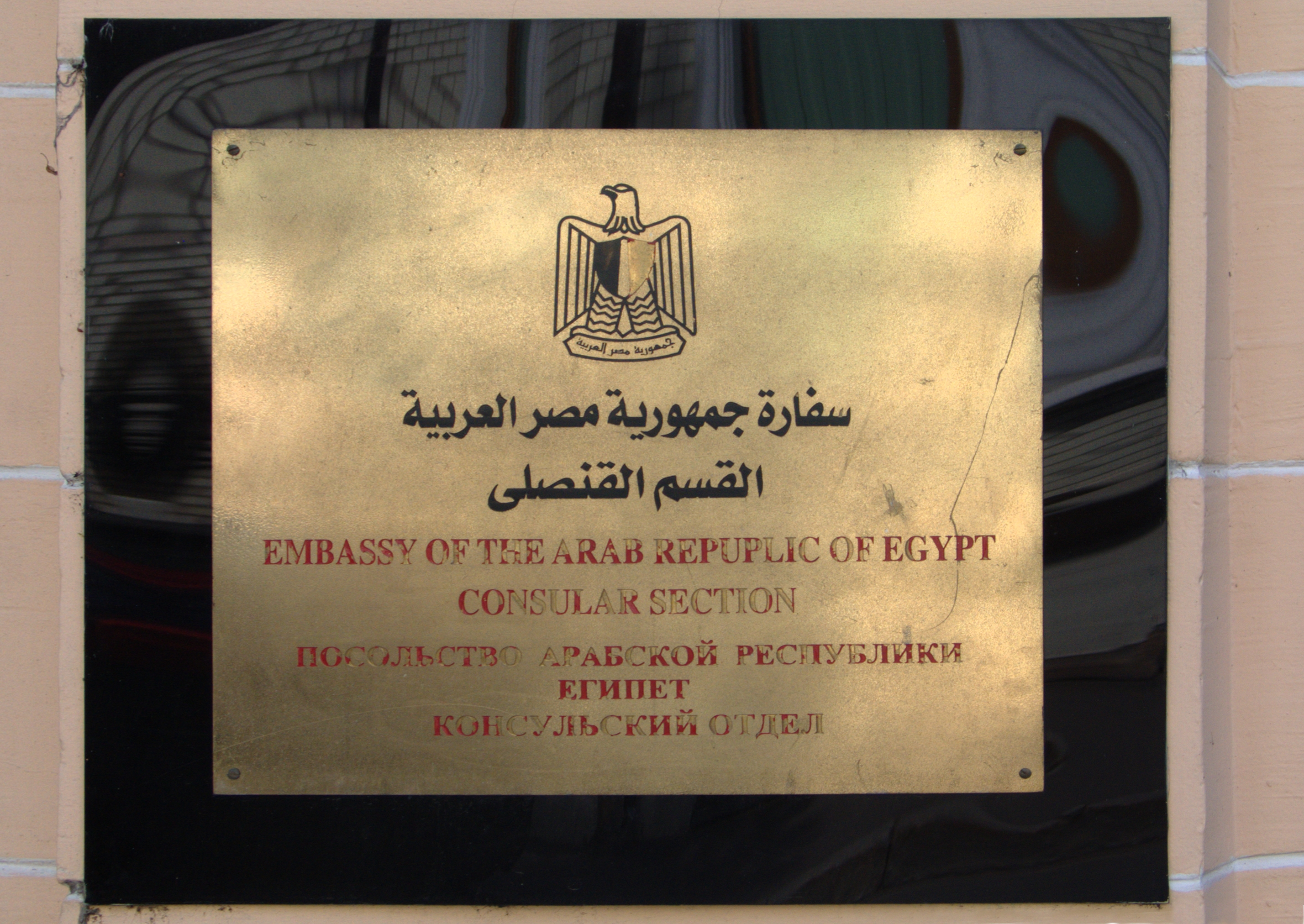
لوحة علي مبني السفارة

سفارة جمهورية مصر العربية البعثة الدبلوماسية لمصر في روسيا، تقع في 12 كروبوتكين لين ((الروسية: Кропоткинский пер., 12)) في منطقة كوموفنيكي.
- السفير والمفوض المصري للأتحاد الروسي علاء الدين محمد علي شوقي الحديدي (قدم أوراق اعتماده في 3 يونيو، 2010)

## العلاقات الدبلوماسية
أقيمت العلاقات الدبلوماسية بين الاتحاد السوفيتي ومصر 26 أغسطس 1943. أول سفير مصري لدي الأتحاد السوفيتي كان البيك محمد كامل عبد الرحيم.في السنوات ما بين 1950 إلي 1960، كانت مصر شريكا مهما للاتحاد السوفياتي في الشرق الأوسط.ولكن في أوائل عقد 1970، تغيرت المسار السياسي في مصر ووفي العلاقات بين الاتحاد السوفياتي واصبح الرئيس المصري السابق محمد أنور السادات يفضل الغرب علي الاتحاد السوفيتي.في1981 تولي الرئيس السابق محمد حسني مبارك الرئاسة في مصر، وتحسنت العلاقات مرة أخرى.
في 26 ديسمبر 1991 أعلنت مصر اعترافها بأن الاتحاد الروسي خليفة الاتحاد السوفياتي السابق.
في عام 2009 وقعت مصر وروسيا، اتفاقية الشراكة الاستراتيجية.

## سفراء مصر في روسيا
- عزت سعد سيد بوراي (2006-2010)
- علاء الدين علي محمد شوقى الحديدي (من 2010)
- محمد البدرى
- إيهاب نصر (من 2018 حتى الآن) [4]

## وصلات خارجية
- (بالإنجليزية) (بالعربية) سفارة مصر في موسكو نسخة محفوظة 9 أكتوبر 2017 على موقع واي باك مشين.